# Valeriana cucurbitifolia
Valeriana cucurbitifolia är en kaprifolväxtart som beskrevs av Standley. Valeriana cucurbitifolia ingår i släktet vänderötter, och familjen kaprifolväxter. Inga underarter finns listade i Catalogue of Life.